# 14699 Klarasmi
14699 Klarasmi este un asteroid din centura principală de asteroizi.

## Descriere
14699 Klarasmi este un asteroid din centura principală de asteroizi. A fost descoperit pe 6 ianuarie 2000 la Stația Anderson Mesa în cadrul programului LONEOS. Asteroidul prezintă o orbită caracterizată de o semiaxă mare de 2,79 ua, o excentricitate de 0,26 și o înclinație de 6,1° în raport cu ecliptica.